# Откровения (альбом)
«Откровения» (стилизовано под маюскул) — дебютный студийный альбом российского хип-хоп-исполнителя Thrill Pill, выпущенный 8 ноября 2019 года на лейбле Warner Music Russia. В поддержку альбома был выпущен сингл «Грустная песня», достигший 1 позиции в чартах Apple Music, ВКонтакте и Genius. Концертный тур в поддержку альбома прошёл в ноябре и декабре 2019 года.

## Описание
«Я написал очень серьезный материал. На моем альбоме есть все, что хотел бы услышать каждый. Он получился мультижанровый», рассказал исполнитель для шоу «Вписка».
«На данный момент, моя главная задача, это: выпустить сильный дебютный альбом. У кого сейчас возникнет вопрос, типа; почему дебютный? – и все такое. Но просто, все предыдущие мои релизы, которые были, я считаю, это просто своего рода ‘сборники песен’, то есть как это происходило: я писал песни, там некоторое количество, собирал их вместе, но которые мне нравятся и выпускал. То есть, грубо говоря: сборник – микстейп. Вот. В дебютном альбоме у меня не было. Сейчас я работаю над ним…», поведал Тимур во время прямого эфира в Instagram.

## Предыстория
15 ноября 2018 года на шоу «Узнать за 10 секунд» от Афиши Thrill Pill рассказал, что работает над вторым проектом, следом за «Сам Дамб Щит, Vol 2», и должен будет выйти предположительно в марте 2019 года.
5 июля 2019 года на прямой трансляции в Instagram поделился деталями выхода альбома, добавив, что альбом должен выйти на «90% в сентябре».
14 августа 2019 года в Instagram Stories сообщил, что альбом готов на 68%.
7 сентября 2019 года на фестивале «Маятник Фуко» впервые озвучил название альбома, а также исполнил ещё не выпущенную песню «Грустная Песня».
7 октября 2019 года рассказал, что завершил работу над альбомом. 17 октября поделился трек-листом альбома.
1 ноября 2019 года опубликовал дебютный сингл «Грустная песня» с участием Егора Крида и Моргенштерна, а также музыкальный видеоклип. Вместе с выходом сингла была объявлена дата выхода альбома. 4 ноября был открыт предзаказ альбома, где были показаны другие гости альбома: Thomas Mraz и ЛСП.

## Продвижение
За неделю до выхода альбома, 1 ноября 2019 года был выпущен сингл вместе с клипом «Грустная песня», собравший за неделю 10 миллионов просмотров и попавший в чарты Apple Music, ВКонтакте, Genius, Яндекс.Музыка, Deezer и Shazam.

## Трек-лист
| №                   | Название                                              | Продюсеры                           | Длительность |
| ------------------- | ----------------------------------------------------- | ----------------------------------- | ------------ |
| 1.                  | «Откровения Интро»                                    | BLΛCKTΛPE Palette                   | 1:57         |
| 2.                  | «Грустная песня» (при уч. Егора Крида & Моргенштерна) | Viramaina                           | 3:46         |
| 3.                  | «Большие Бизнесмены»                                  | FrozenGangBeatz                     | 1:55         |
| 4.                  | «Из Моих Кошмаров» (при уч. Thomas Mraz)              | RedLightMuzik                       | 2:51         |
| 5.                  | «Аристократ Флоу»                                     | RedLightMuzik                       | 2:18         |
| 6.                  | «Неуязвимым»                                          | ПЛАМЛИ СПОТИ TokyoSZN Reality Beats | 2:02         |
| 7.                  | «Самарканд 2008»                                      | СПОТИ                               | 2:10         |
| 8.                  | «Станцуй Для Меня»                                    | Kirill Magai                        | 2:33         |
| 9.                  | «Завтра» (при уч. ЛСП)                                | Gangan                              | 2:58         |
| 10.                 | «Чужими»                                              | СПОТИ ПЛАМЛИ FrozenGangBeatz        | 2:47         |
| Общая длительность: | Общая длительность:                                   | Общая длительность:                 | 25:17        |

## Чарты
| Чарт (2019)          | Высшая позиция |
| -------------------- | -------------- |
| Россия (Apple Music) | 3              |

| Чарт (2019)               | Высшая позиция |
| ------------------------- | -------------- |
| Apple Music               | 1              |
| ВКонтакте                 | 1              |
| Genius                    | 1              |
| Россия (Top YouTube Hits) | 1              |
| Россия (YouTube Music)    | 1              |
| Яндекс.Музыка             | 6              |
| SHAZAM                    | 1              |
| Россия (Deezer)           | 2              |
| СберЗвук                  | 1              |